# Mary Mouser
Mary Matilyn Mouser (sinh ngày 9 tháng 5 năm 1996) là một nữ diễn viên người Mỹ. Cô được biết đến nhiều nhất với vai Samantha LaRusso trong bộ phim Cobra Kai của Netflix. Ngoài ra Mary còn vào vai Lacey Fleming trong bộ phim Body of Proof của nhà đài ABC.

## Đời tư
Mary Mouser sinh ra tại Pine Bluff, Arkansas. Cô còn có hai người anh chị em là Aaron Parker Mouser và Laura Ashley Mouser, họ cũng đang là diễn viên.
Năm 2009. cô được chẩn đoán mắc bệnh tiểu đường loại 1.

## Sự nghiệp
Mary bắt đầu sự nghiệp diễn xuất của mình khi mới 5 tuổi khi cô được chọn làm ảnh kép cho nữ diễn viên Abigail Breslin trong bộ phim Signs.
Ngoài ra cô từng được giới thiệu trong loạt phim Starz Kids & Family, Eloise: The Animated Series với vai trò lồng tiếng cho nhân vật Eloise và xuất hiện với tư cách là vai chính nhí trong bộ phim gốc A Stranger's Heart của Hallmark Channel.
Mary cũng từng lồng tiếng cho loạt phim hoạt hình như Dragon Hunters, Tarzan 2, và Pompoko.
Cô cũng là một nữ diễn viên lồng tiếng trong bộ phim truyền hình, Adventures in Odyssey trong vai Samantha McKay, người em của Grady McKay.
Cô cũng từng tham gia nhiều bộ phim với vai trò diễn viên khách mời như CSI: Crime Scene Investigation, Without a Trace, The King of Queens, Monk, Inconceivable, Scrubs, One Life to Live và là diễn viên phụ trong bộ phim NCIS với vai Leroy Jethro Gibbs - con gái của Kelly. Cô cũng có một loạt vai diễn thường xuyên xuất hiện trong series Life Is Wild của CW với vai Mia Weller, trong 13 tập. Tại Lễ trao giải Best of Fest năm 2006 tại KIDS FIRST! Liên hoan Film and Video, Mouser đã nhận được Giải thưởng Diễn viên Xuất sắc trong tác phẩm lồng tiếng của cô trong Eloise: The Animated Series. Mouser cũng từng là khách mời trong Lie To Me và trong Ghost Whisperer với vai nhân vật Madison.
Mary bắt đầu tham gia bộ phim Body of Proof  trong vai Lacey Fleming con gái của Dana Delany, cô cũng từng vào cả hai vai Savannah O’Neal và Emma Reynolds trong loạt bản gốc của kênh Disney Channel, bộ phim Frenemies, đã từng ra mắt vào năm 2012.

## Danh sách phim tham gia

### Phim điện ảnh
| Năm  | Phim                                                        | Vai trò                  | Ghi chú             |
| ---- | ----------------------------------------------------------- | ------------------------ | ------------------- |
| 2005 | Pom Poko                                                    | Lồng tiếng bổ sung       | Phiên bản Tiếng Anh |
| 2005 | Son of the Mask                                             | Alvey Avery (lồng tiếng) |                     |
| 2005 | Tarzan II                                                   | Lồng tiếng               | Video               |
| 2005 | Final Fantasy VII: Advent Children                          | Lồng tiếng bổ sung       | Phiên bản Tiếng Anh |
| 2006 | Holly Hobbie and Friends: Christmas Wishes                  | Lill (lồng tiếng)        | Video ngắn          |
| 2006 | Mr. Fix It                                                  | Christine Pastore        |                     |
| 2007 | LA Blues                                                    | Sara                     |                     |
| 2007 | Penny Dreadful                                              | Clara Fowler             | Phim ngắn           |
| 2008 | Dragon Hunters                                              | Zoé (lồng tiếng)         |                     |
| 2008 | Delgo                                                       | Baby Delgo (lồng tiếng)  |                     |
| 2008 | Ball Don't Lie                                              | Julia                    |                     |
| 2009 | Bride Wars                                                  | lồng tiếng               |                     |
| 2009 | The Hole                                                    | Annie (lồng tiếng)       |                     |
| 2011 | All Kids Count                                              | Carla                    |                     |
| 2014 | Medeas                                                      | Ruth                     |                     |
| 2014 | Field of Lost Shoes                                         | Libby Clinedinst         |                     |
| 2014 | Alexander and the Terrible, Horrible, No Good, Very Bad Day | Audrey Gibson            |                     |

### Phim truyền hình
| Năm         | Phim                           | Vai trò              | Ghi chú                                                           |
| ----------- | ------------------------------ | -------------------- | ----------------------------------------------------------------- |
| 2004        | Without a Trace                | Amy Rose             | Episode: "Nickel and Dimed: Part 2"                               |
| 2005        | Scrubs                         | Little Girl          | Episode: "My Lips Are Sealed"                                     |
| 2005        | Monk                           | Princess Girl        | Episode: "Mr. Monk Goes Home Again"                               |
| 2005        | Inconceivable                  | Kylie                | Episode: "Between an Egg and a Hard Place"                        |
| 2005        | CSI: Crime Scene Investigation | Cassie McBride       | Episode: "Gum Drops"                                              |
| 2005        | The King of Queens             | Marissa              | Episode: "Move Doubt"                                             |
| 2005–2012   | NCIS                           | Kelly Gibbs          | 9 episodes                                                        |
| 2006        | Mindy and Brenda               | Young Girl           | Phim truyền hình                                                  |
| 2006–2007   | Eloise: The Animated Series    | Eloise               | Lồng tiếng; diễn viên chính; 6 episodes                           |
| 2007        | A Stranger's Heart             | Cricket              | Phim truyền hình                                                  |
| 2007        | State of Mind                  | Ashley Petrovsky     |                                                                   |
| 2007–2008   | Life Is Wild                   | Mia Weller           | Diễn viên chính, 13 episodes                                      |
| 2008        | Life                           | Carin Sutter         | Episode: "Black Friday"                                           |
| 2009        | Lie to Me                      | Tyler Seeger         | Episode: "Control Factor"                                         |
| 2009–2010   | Chowder                        | Marmalade / Ambrosia | Lồng tiếng; episodes: "A Faire to Remember", "Chowder Grows Up"   |
| 2010        | Ghost Whisperer                | Madison              | Episode: "Dead to Me"                                             |
| 2011–2013   | Body of Proof                  | Lacey Fleming        | Diễn viên chính, 36 episodes                                      |
| 2012        | Frenemies                      | Emma / Savannah      | Phim truyền hình                                                  |
| 2012        | Drop Dead Diva                 | Chloe Surnow         | Episode: "Crushed"                                                |
| 2013–2015   | The Fosters                    | Sarah                | Episodes: "Saturday", "The Fallout," "Not That Kind Of Girl"      |
| 2014        | Saint Francis                  | Kimberly Quinlan     | Phim truyền hình                                                  |
| 2014        | Scandal                        | Karen Grant          | Episodes: "Like Father, Like Daughter," "Baby, It's Cold Outside" |
| 2014        | Criminal Minds                 | Rebecca Farland      | Episode: "Amelia Porter"                                          |
| 2015        | Maron                          | Sydney Maron         | Episode: "Marc's Niece"                                           |
| 2015        | The Devil You Know             | Earth Fenn           |                                                                   |
| 2015        | CSI: Cyber                     | Shelby Lockhart      | Episode: "iWitness"                                               |
| 2016        | Freakish                       | Mary Jones           |                                                                   |
| 2017        | Scorpion                       | Ada Mouser           | Episode: "Don't Burst My Bubble"                                  |
| 2018 - 2025 | Cobra Kai                      | Samantha LaRusso     | Diễn viên chính; 20 episodes                                      |
| 2018        | Happy Together                 | Diane                | Episode: "How Jake and Claire Met"                                |
| 2019        | Room 104                       | Adrianne/Lisa        | Episode: "Prank Call"                                             |

### Trò chơi điện tử
| Năm  | Tên                                    | Vai trò | Ghi chú    |
| ---- | -------------------------------------- | ------- | ---------- |
| 2010 | The Lord of the Rings: Aragorn's Quest | Elanor  | Lồng tiếng |

## Đề cử và giải thưởng
| Năm  | Giải thưởng        | Hạng mục                                                                         | Trong              | Kết quả |
| ---- | ------------------ | -------------------------------------------------------------------------------- | ------------------ | ------- |
| 2008 | Young Artist Award | Best Performance in a TV Movie, Miniseries or Special – Supporting Young Actress | A Stranger's Heart | Đề cử   |
| 2008 | Young Artist Award | Best Performance in a TV Series – Supporting Young Actress                       | Life Is Wild\|     | Đề cử   |

## Liên kết
- Mary Mouser trên IMDb